# Arcadia (Florida)
Arcadia ist eine Stadt und zudem der County Seat des DeSoto County im US-Bundesstaat Florida.
Das U.S. Census Bureau hat bei der Volkszählung 2020 eine Einwohnerzahl von 7420 ermittelt.

## Geographie
Arcadia liegt etwa 120 Kilometer südöstlich von Tampa.

## Geschichte
1886, in dem Jahr der Stadtgründung von Arcadia, wurde von der Florida Southern Railway eine Bahnstrecke von Lakeland über Arcadia bis Punta Gorda erbaut, die 1892 in das Plant System integriert wurde. Heute wird die Strecke über Punta Gorda nach Naples von der Seminole Gulf Railway betrieben.

## Demographische Daten
Laut der Volkszählung 2010 verteilten sich die damaligen 7637 Einwohner auf 2541 Haushalte. Die Bevölkerungsdichte lag bei 727,3 Einw./km². 52,9 % der Bevölkerung bezeichneten sich als Weiße, 25,2 % als Afroamerikaner, 0,5 % als Indianer und 0,7 % als Asian Americans. 18,1 % gaben die Angehörigkeit zu einer anderen Ethnie und 2,6 % zu mehreren Ethnien an. 33,2 % der Bevölkerung bestand aus Hispanics oder Latinos.
Im Jahr 2010 lebten in 42,3 % aller Haushalte Kinder unter 18 Jahren sowie 25,3 % aller Haushalte Personen mit mindestens 65 Jahren. 65,3 % der Haushalte waren Familienhaushalte (bestehend aus verheirateten Paaren mit oder ohne Nachkommen bzw. einem Elternteil mit Nachkommen). Die durchschnittliche Größe eines Haushalts lag bei 2,79 Personen und die durchschnittliche Familiengröße bei 3,35 Personen.
32,7 % der Bevölkerung waren jünger als 20 Jahre, 28,9 % waren 20 bis 39 Jahre alt, 22,4 % waren 40 bis 59 Jahre alt und 15,8 % waren mindestens 60 Jahre alt. Das mittlere Alter betrug 31 Jahre. 50,8 % der Bevölkerung waren männlich und 49,2 % weiblich.
Das durchschnittliche Jahreseinkommen lag bei 30.449 $, dabei lebten 33,8 % der Bevölkerung unter der Armutsgrenze.
Im Jahr 2000 war Englisch die Muttersprache von 78,17 % der Bevölkerung und spanisch sprachen 21,83 %.

## Sehenswürdigkeiten
Folgende Objekte sind im National Register of Historic Places gelistet:
- Arcadia Historic District
- Johnson-Smith House
- Pine Level Archeological District
- William Oswell Ralls House
- Micajah T. Singleton House

## Verkehr
Arcadia wird vom U.S. Highway 17 (SR 35) und der Florida State Road 70 durchquert. Der nächste Flughafen ist der Sarasota–Bradenton International Airport (rund 100 km westlich).

## Kriminalität
Die Kriminalitätsrate lag im Jahr 2010 mit 543 Punkten (US-Durchschnitt: 266 Punkte) im hohen Bereich. Es gab sieben Vergewaltigungen, 21 Raubüberfälle, 68 Körperverletzungen, 86 Einbrüche, 147 Diebstähle, 14 Autodiebstähle und drei Brandstiftungen.

## Söhne und Töchter der Stadt
- James L. Dozier (* 1931), ehemaliger Generalmajor der US Army
- Jay Garner (* 1938), ehemaliger Generalleutnant der US-Streitkräfte